# Der Schwäbische Bund
Der Schwäbische Bund mit dem Untertitel Eine Monatsschrift aus Oberdeutschland war eine im Oktober 1919 erstmals veröffentlichte, monatlich erscheinende Zeitschrift, die – unter Fortzählung des Jahrgangs – ab Oktober 1921 unter dem Namen Ober-Deutschland. Eine Monatsschrift für jeden Deutschen im Verlag Strecker & Schröder G.m.b.H. Stuttgart herauskam und deren Erscheinen bereits im September 1922 wieder eingestellt wurde.
Die von Georg Schmückle, dem späteren Landesleiter der Reichsschrifttumskammer Württemberg und Kulturreferent beim Reichsstatthalter von Württemberg, gegründete Zeitschrift, in der unverhohlen gegen die Weimarer Republik polemisiert wurde, gilt als „extrem nationalistisch“; Schmückle habe sich hier in „vielen aggressiven Pamphleten und Reden“ gegen die Novemberregierung und den Kommunismus gewandt.
Als Herausgeber sind Hermann Missenharter, Georg Schmückle und Hans Heinrich Ehrler zu nennen, Beiträge in lyrischer oder essayhafter Form lieferten u. a. auch Ludwig Finckh, Hermann Hesse, Theodor Heuss, Isolde Kurz, Wilhelm Schussen und Auguste Supper.

## Ausgaben
- Jahrgang 1: Heft 1 (Oktober 1919) bis 12 (September 1920)
- Jahrgang 2: Heft 1 (Oktober 1920) bis 12 (September 1921)
- Jahrgang 3: Heft 1 (Oktober 1921) bis 11/12 (August/September 1922)